# 神奈川県道40号横浜厚木線

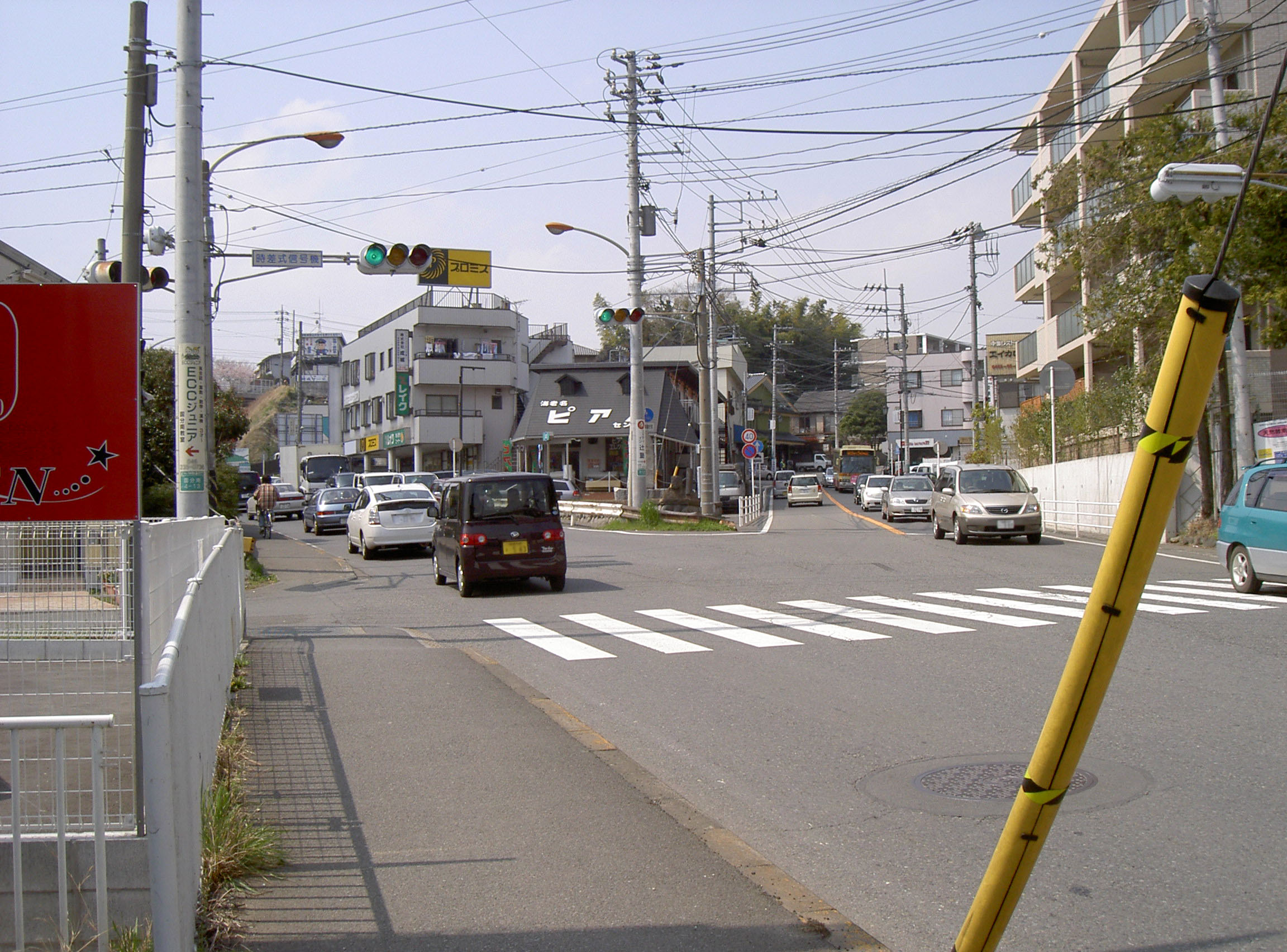
海老名市国分南にある二重経路区間の開始地点。左側（新道）はそのまま切り通しを直進し、右側（旧道）は迂回しながらやや高度を上げて県道406号・407号と接続する。手前が綾瀬側

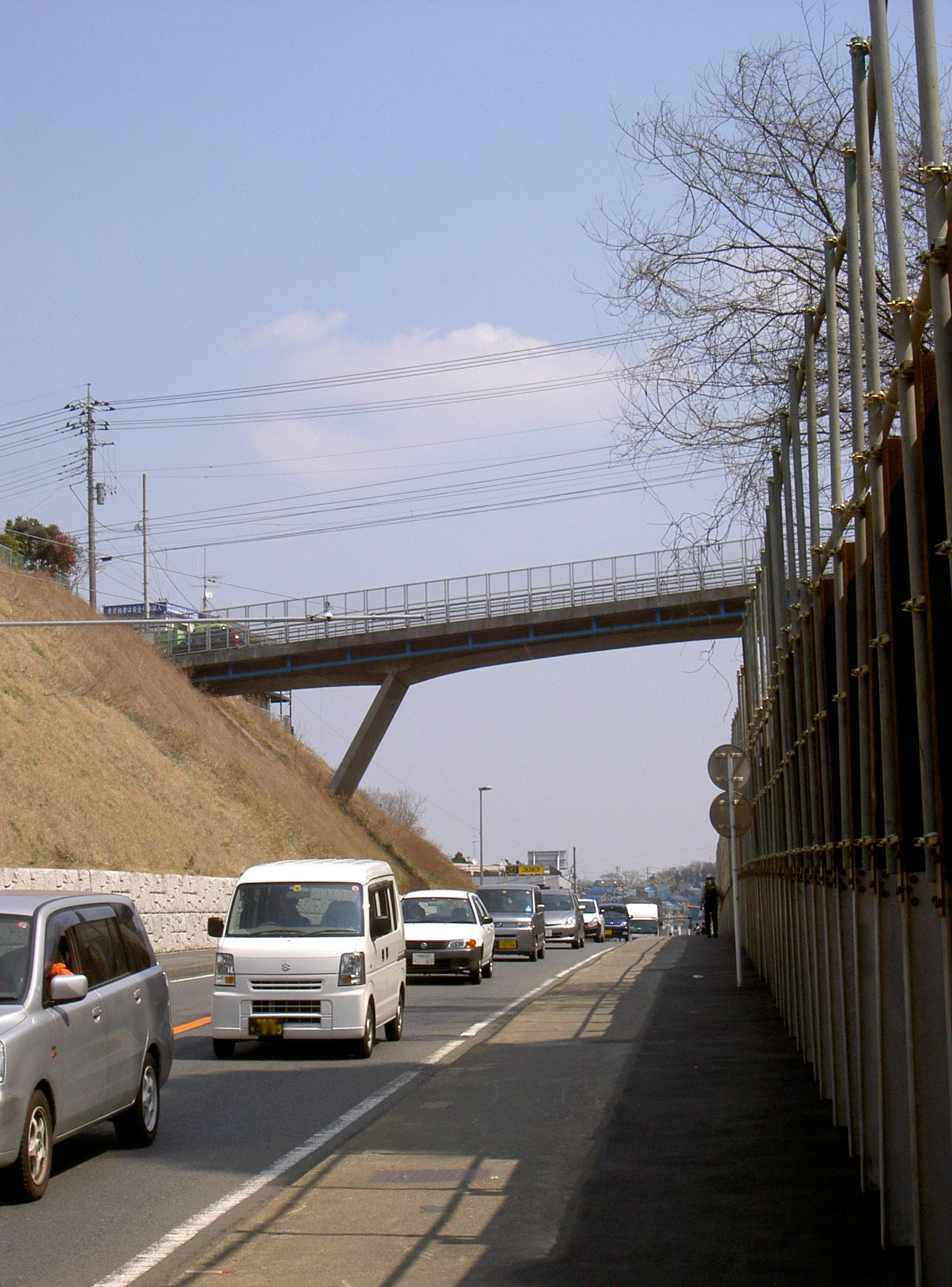
県道406号との立体交差（上の写真の新道）。手前が厚木側

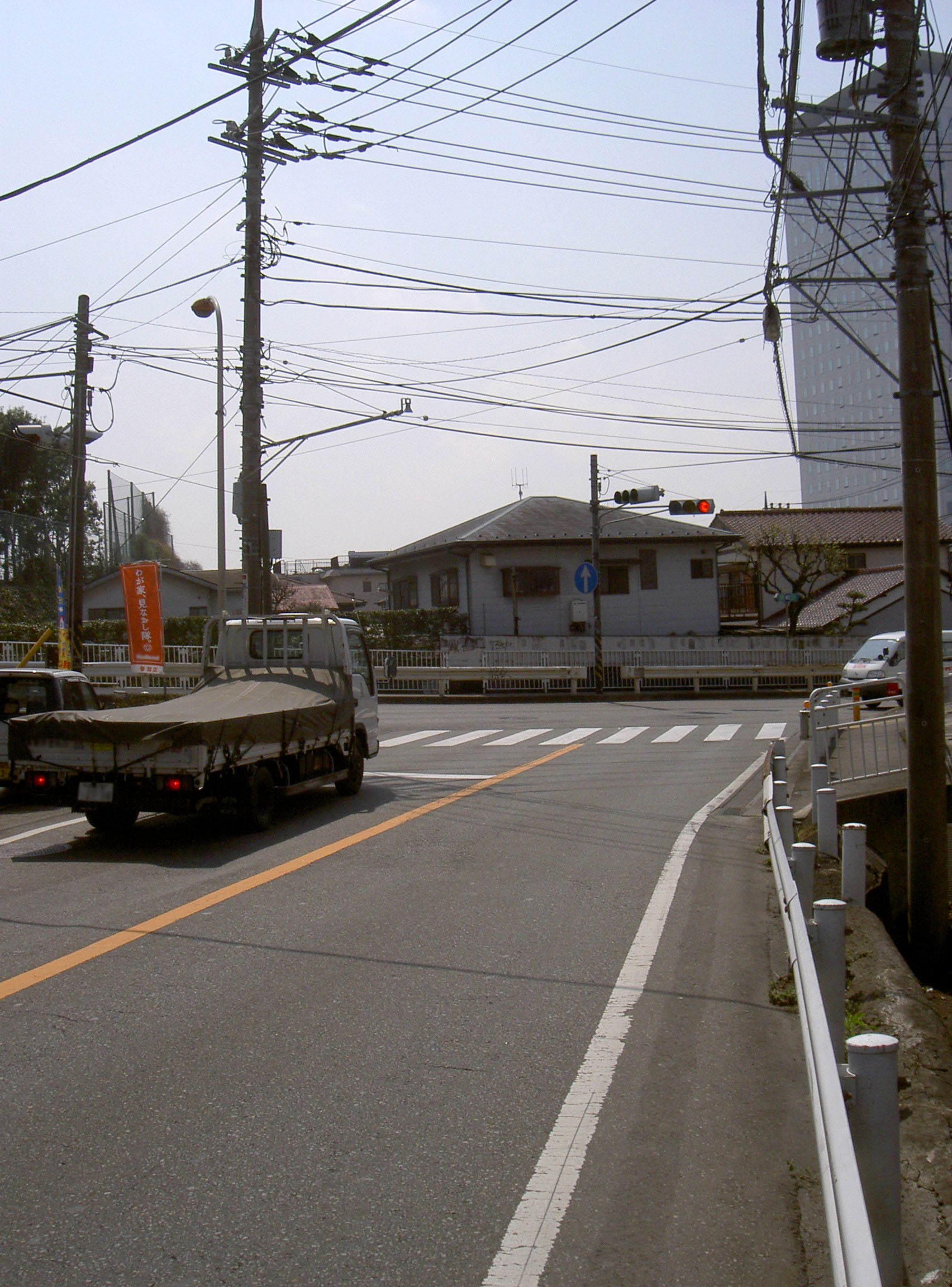
二重経路区間の終点。手前が旧道の綾瀬側、右折方向が厚木側

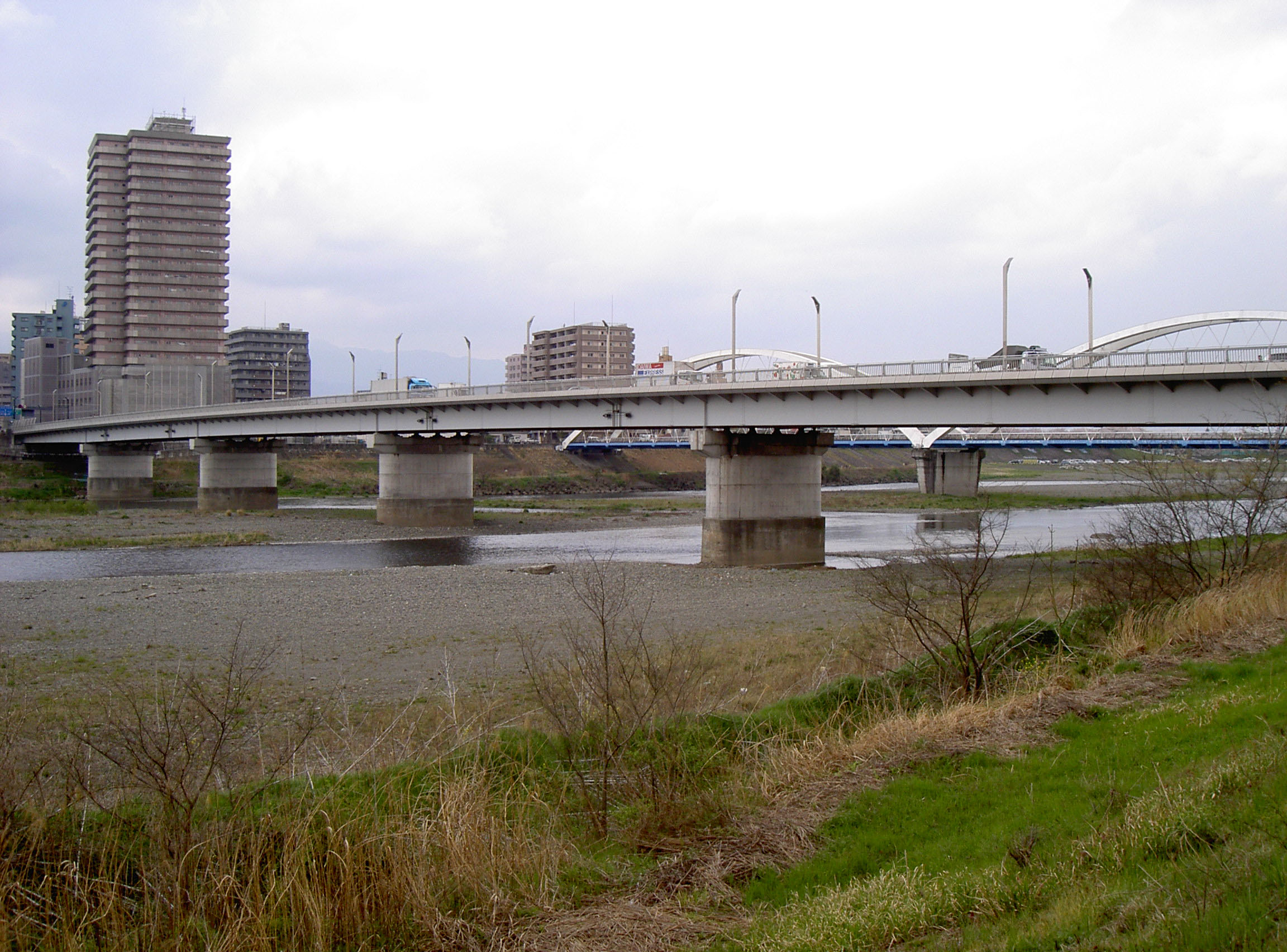
相模大橋

神奈川県道40号横浜厚木線（かながわけんどう40ごうよこはまあつぎせん）は、横浜市旭区鶴ヶ峰を起点とし、終点の厚木市厚木までを結ぶ県道（主要地方道）である。

## 概要
元は横浜市内が「神奈川県道白根瀬谷線」の名称で、大和市と海老名市の境界から厚木市にかけては国道246号の一部であった。横浜市内が現在の名称に変更され、「厚木街道」の通称で呼ばれるようになった。その後、国道246号の新道である大和厚木バイパスが開通にともない、それまでの旧道が県に移管されたことから、横浜市から厚木市までの現在の経路が設定され、名称も統一された。
沿道に厚木基地があるため、米軍車両（パトカー、救急車、スクールバス、バス）が頻繁に通っている。
起点の鶴ヶ峰（鶴ヶ峰駅付近）から海老名駅前交差点（海老名駅付近）までは相鉄本線とほぼ並行しており、三ツ境駅付近ではカーブや峡路がある。相模鉄道二俣川駅付近以外片側一車線であり、同鉄道海老名駅付近は混雑する。

### 路線データ
- 起点：横浜市旭区鶴ヶ峰・鶴ヶ峰本町 鶴ヶ峰交差点（国道16号交点、北緯35度28分35.3秒 東経139度32分40.3秒）
- 終点：厚木市厚木（神奈川県道46号相模原茅ヶ崎線・神奈川県道43号藤沢厚木線重複区間、北緯35度26分36.5秒 東経139度21分58.5秒）
- Google マップ（新道経由）
- Google マップ（綾瀬市内旧道）
- Google マップ（海老名市内旧道）

## 歴史

### 江戸時代
神奈川往還（八王子街道を示す神奈川往還とは異なる）、大山道、相州道とも呼ばれ、厚木より東海道 保土ヶ谷宿・神奈川宿を結ぶ道であった。
三ツ境から東希望が丘、二俣川小学校前を通り、本村町・本宿町・三反田町・市沢町を経て保土ヶ谷区内に入る道で、江戸時代より明治中期まで賑わった旧道とされる。
古東海道沿いの大蓮寺や旭警察署市沢交番、三反田稲荷神社や横浜市立本宿小学校近くなどに史跡が残っている。

### 明治・大正時代
1899年（明治32年）から1902年（明治35年）の間に新道が完成した。
新道は保土ヶ谷区元町（現 保土ヶ谷3丁目）から保土ヶ谷区今井町、旭区南本宿町を経由するルートとなる（現 保土ヶ谷二俣川線）。
1917年（大正6年）に設立された神中軌道（現 相鉄本線）は、この道路に沿ってレールを敷設する計画で軌道特許を申請していたが、1923年（大正12年）の関東大震災後に帷子川を沿う現在のルートへ変更となった。
1920年（大正9年）の府県道制定によって「横浜厚木線」という路線名が誕生した。
1926年（昭和1）には神中鉄道が開通。二俣川および三ツ境に踏切が設けられる。

### 近現代
1932年(昭和7年)に厚木街道の直線化工事が開始される。
1934年(昭和9年)までに大和村から瀬谷区二ツ橋交差点にいたる不要な屈曲部が整備され、中原街道と交差する現在の南台交差点まで至る直線道路が新設された。
1936年（昭和11年）に希望が丘駅付近を通る現在のルートに変更。神中鉄道を跨線する三ツ境橋は武相国境道となっており、旭区と瀬谷区の区界ともなっている。なお変更前の道路は1976年（昭和51年）から横浜市道路局が始めた道路に愛称をつける事業によって「旧厚木街道」と名付けられ現在も既存している。
同年9月に二俣川から旭区役所前を通過する現在のルートが整備された。これにより、八王子街道（国道16号線）と接続される現在のルートが完成した。
この道路工事には、昭和恐慌による失業者対策や、横浜港から厚木海軍飛行場への交通網を確保したい軍部の軍事道路化利用があったとされる。
- 1954年（昭和29年）1月20日 - 建設省（現・国土交通省）が主要地方道横浜厚木線を指定。
- 1955年（昭和30年）3月1日 - 神奈川県が路線認定。

## 地理

### 通過する自治体
- 神奈川県
  - 横浜市（旭区 - 瀬谷区） - 大和市 - 海老名市（東柏ヶ谷） - 綾瀬市 - 海老名市 - 厚木市

### 経路および交差する道路
- 国道16号（横浜市旭区鶴ヶ峰） - 起点
- 保土ヶ谷バイパス（横浜市旭区） - 本村インターチェンジ（北緯35度28分2.1秒 東経139度32分10.8秒 / 北緯35.467250度 東経139.536333度）
- 神奈川県道401号瀬谷柏尾線別線（横浜市瀬谷区二ツ橋） - 瀬谷警察署前交差点（北緯35度28分4.8秒 東経139度29分58.5秒 / 北緯35.468000度 東経139.499583度）
- 神奈川県道401号瀬谷柏尾線本線（横浜市瀬谷区二ツ橋） - 二ツ橋交差点（北緯35度27分59.4秒 東経139度29分40.4秒 / 北緯35.466500度 東経139.494556度）
- 神奈川県道45号丸子中山茅ヶ崎線（横浜市瀬谷区南台） - 南台交差点（北緯35度27分59.1秒 東経139度29分27.6秒 / 北緯35.466417度 東経139.491000度）
- 横浜市道環状4号（横浜市瀬谷区橋戸） - 瀬谷四丁目交差点（北緯35度27分55.9秒 東経139度28分47.6秒 / 北緯35.465528度 東経139.479889度）
- 国道467号（大和市深見、北緯35度27分47.4秒 東経139度28分1.7秒）
- （東名高速道路上を通過、北緯35度28分9.5秒 東経139度26分31.2秒）
- 国道246号旧道（大和市桜森・海老名市東柏ヶ谷） - 相模大塚交差点（北緯35度28分13.6秒 東経139度26分10.6秒 / 北緯35.470444度 東経139.436278度）
  - 厚木市厚木 - 相模大塚 - 大和市上草柳 - 鶴間駅前 - 大和市山王原のうち太字の区間が長らく国道246号旧道(支線)として国道指定されていたが、現在では大和市に移管されている
- 神奈川県道42号藤沢座間厚木線（綾瀬市綾北小前(北緯35度27分25.1秒 東経139度25分36.6秒 / 北緯35.456972度 東経139.426833度)〜寺尾台(北緯35度27分19秒 東経139度25分1.9秒 / 北緯35.45528度 東経139.417194度)） - 重複
- 神奈川県道406号吉岡海老名線・神奈川県道407号杉久保座間線（海老名市国分南(北緯35度27分12.7秒 東経139度24分0秒 / 北緯35.453528度 東経139.40000度)） - 一部二重経路で立体交差および重複
- 神奈川県道51号町田厚木線（海老名市河原口 - 厚木市厚木） - 終点まで重複
- 神奈川県道46号相模原茅ヶ崎線（海老名市河原口(北緯35度27分2.5秒 東経139度22分48.8秒 / 北緯35.450694度 東経139.380222度) - 相模大橋東(北緯35度26分41.3秒 東経139度22分40.9秒 / 北緯35.444806度 東経139.378028度)） - 重複
- 神奈川県道43号藤沢厚木線（海老名市相模大橋東 - 厚木市厚木） - 終点まで重複

### 交差する鉄道・河川
- 相鉄本線（三ツ境橋(北緯35度27分58.8秒 東経139度30分19.4秒 / 北緯35.466333度 東経139.505389度)、横浜市旭区東希望が丘・中希望が丘・横浜市瀬谷区三ツ境）
- 和泉川（二ツ橋(北緯35度27分59.4秒 東経139度29分38.5秒 / 北緯35.466500度 東経139.494028度)、横浜市瀬谷区二ツ橋町・瀬谷・宮沢）
- 相沢川（北緯35度27分58.8秒 東経139度29分15.9秒、横浜市瀬谷区瀬谷・橋戸）
- 境川（境橋(北緯35度27分51.9秒 東経139度28分20.2秒 / 北緯35.464417度 東経139.472278度)、横浜市瀬谷区瀬谷・橋戸・大和市深見）
- 小田急江ノ島線（北緯35度27分45.5秒 東経139度27分54.6秒、大和市深見・大和南・中央・柳橋）
- 引地川（北緯35度28分6.1秒 東経139度27分10.6秒、大和市下草柳）
- 比留川（北緯35度27分18.5秒 東経139度25分0秒、綾瀬市寺尾中・寺尾本町）
- 目久尻川（目久尻橋(北緯35度27分11.1秒 東経139度24分13.1秒 / 北緯35.453083度 東経139.403639度)、海老名市望地・国分南）
- 小田急小田原線（北緯35度27分4秒 東経139度23分20.1秒、海老名市中央・上郷・河原口）
- 相鉄厚木線・相模線（北緯35度27分2.7秒 東経139度22分56.1秒、海老名市上郷・河原口）
- 貫抜川（北緯35度27分2.6秒 東経139度22分50.7秒、海老名市河原口）
- 相模川（相模大橋(北緯35度26分38.55秒 東経139度22分20.4秒 / 北緯35.4440417度 東経139.372333度)、海老名市河原口・厚木市厚木）